# 56e Gemotoriseerde Korps (Wehrmacht)
Het 56e Gemotoriseerde Korps (Duits: Generalkommando LVI. Armeekorps (mot.)) was een Duits legerkorps van de Wehrmacht tijdens de Tweede Wereldoorlog. Het korps kwam in actie in de opmars naar Leningrad en vervolgens richting Moskou.

## Krijgsgeschiedenis

### Oprichting
Het 56e Gemotoriseerde Korps werd opgericht op 15 februari 1941 in Bad Salzuflen, in Wehrkreis VI.

### Inzet

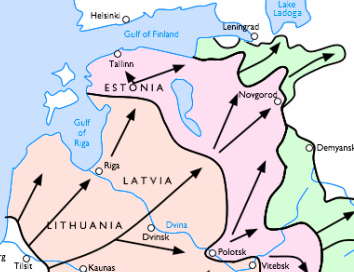
De opmars van Heeresgruppe Nord in 1941

Voor de geplande Operatie Barbarossa werd het korps verplaatst naar Oost-Pruisen. Op 22 juni 1941 viel het korps als onderdeel van Panzergruppe 4 vanuit het gebied ten oosten van Ragnit – Haselberg aan over de Memel. De 8e Pantserdivisie, gedekt door de 290e Infanteriedivisie aan de linkerkant, nam Jurbarkas in. Daarachter volgde de 3e Gemotoriseerde Infanteriedivisie richting de Dubysa, waar 's middags een bruggenhoofd bij Ariogala werd gevormd. In een paar dagen werden 240 km afgelegd en op 27 Juni werd Daugavpils ingenomen en tegen de weerstand van het 11e Sovjetleger een bruggenhoofd op de noordelijke over van de Westelijke Dvina gevormd. Met behulp van de intussen aangesloten SS-Division Totenkopf werd vanaf 29 juni de opmars richting Opotsjka voortgezet. Tussen 15 en 18 juli werd het korps tijdelijk omsingeld door Sovjettroepen tussen de Mschaga en Soltsy en een gedeeltelijke terugtrekking naar Dno was nodig. Door tussenkomst van het 1e Legerkorps werd de situatie hersteld. Bij de verdere opmars ten westen van Ilmenmeer onderging het korps sterke tegenaanvallen van de Sovjet-Operationele Groep Loega, waardoor de 8e Pantserdivisie naar het zuidoosten gewend moest worden. Het korps werd op 15 augustus omgeleid om het 10e Legerkorps te redden, dat aan de Lovat in problemen was. Op 17 augustus marcheerde het korps met de 3e Gemotorizeerde Divisie en de toegewezen SS-Polizei-Division vanuit Dno en viel aan richting het oosten. Panzergruppe 4 was tegen 20 augustus langzaam opgeschoven naar het westen van Krasnogvardeysky. Het korps had in dezelfde periode, samen met de rechtervleugel van het 10e Legerkorps, het 61e Sovjet Fusilierkorps in het gebied ten zuiden van Staraja Roessa over de Polist teruggedrongen tot de Lovat. De gevechten duurden voort tot eind augustus 1941, toen de laatste Sovjettroepen in het Loega-bekken konden worden verslagen. Op 4 september stond het korps op de westoever van de Pola en op 13 september werd het gebied ten zuidwesten van Demjansk bezet.
De voorbereidingen voor de aanval op Moskou begonnen op 19 september. Het korps was naar de middensector van het Oostfront verplaatst was onderdeel van Panzergruppe 3. Op 7 oktober bereikte de 7e Pantserdivisie Vjazma en maakte daar contact met de 10e Pantserdivisie van het 40e Gemotoriseerde Korps dat uit het zuiden kwam. Vier Sovjetlegers zaten ingesloten ten westen van Vjazma. Voor de operaties tegen Sytsjovka en Staritsa beschikte het korps over de 6e en 7e Pantserdivisies en de 14e Gemotoriseerde Divisie. Het korps bereikte begin december het Moskoukanaal bij Dmitrov en Jachroma. Maar daarmee eindigde de Duitse opmars. Vanaf 5 december begonnen rond Kalinin massale tegenaanvallen van het Rode Leger tegen de stellingen van het 9e Leger, daarmee ook Panzergruppe 3 in de rug bedreigend. Tot 13 december nam het korps deel aan de ontruiming van de frontboog rond Klin en tegen het eind van het jaar stond het korps net noordwestelijk van Volokolamsk en een maand later ten noorden van Gzjatsk.
Het 56e Gemotoriseerde Korps werd op 1 maart 1942 tussen Sytsjovka en Gzjatsk in Rusland omgevormd in 56e Pantserkorps..

## Bovenliggende bevelslagen
| Leger          | Legergroep         | Plaats/regio             | Begin             | Eind              |
| -------------- | ------------------ | ------------------------ | ----------------- | ----------------- |
| 11. Armee      | Heeresgruppe C     | Heimat                   | april 1941        | mei 1941          |
| Panzergruppe 3 | OKH                | Heimat                   | mei 1941          | juni 1941         |
| Panzergruppe 4 | Heeresgruppe Nord  | Daugavpils, Loega, Lovat | juni 1941         | 15 augustus 1941  |
| 16. Armee      | Heeresgruppe Nord  | Lovat                    | 16 augustus 1941  | 17 september 1941 |
| Panzergruppe 3 | Heeresgruppe Mitte | Vjazma, Moskou           | 17 september 1941 | 1 januari 1942    |
| 3. Panzerarmee | Heeresgruppe Mitte | Volokolamsk, Gzjatsk     | 1 januari 1942    | 21 januari 1942   |
| 9. Armee       | Heeresgruppe Mitte | Gzjatsk                  | 21 januari 1942   | 1 maart 1942      |

## Commandanten

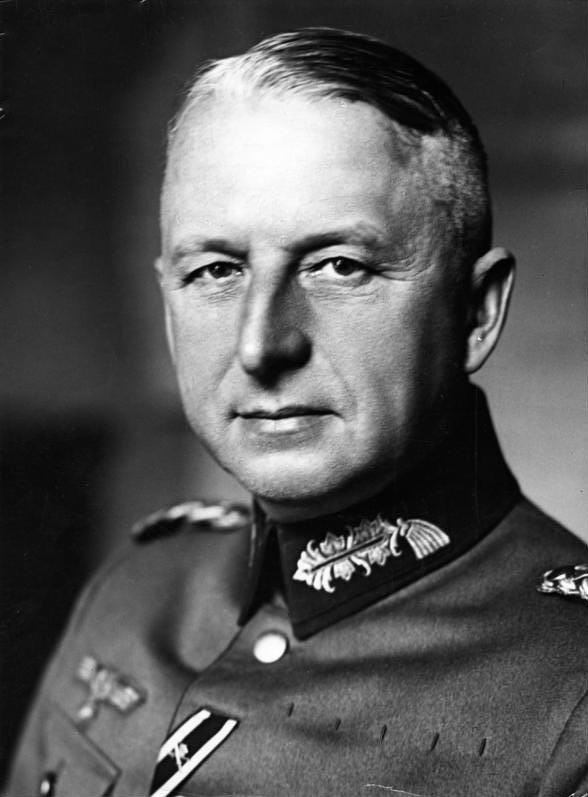
Generaal Erich von Manstein

| Rang                                                            | Naam               | Begin             | Eind              |
| --------------------------------------------------------------- | ------------------ | ----------------- | ----------------- |
| Generaal van de infanterie                                      | Erich von Manstein | 28 februari 1941  | 12 september 1941 |
| Generalleutnant General der Panzertruppe (vanaf 1 oktober 1941) | Ferdinand Schaal   | 12 september 1941 | 1 maart 1942      |